# Roland Edighoffer
Roland Edighoffer (né le 3 septembre 1923 à Paris et mort le 6 octobre 2017 à Courbevoie) est un germaniste et historien français, spécialiste de l’hermétisme, du rosicrucianisme et de la réception de la culture allemande moderne.

## Biographie
Ancien élève en études germaniques, il devient professeur agrégé d’allemand et enseigne dans le secondaire, notamment au lycée Pasteur de Neuilly-sur-Seine.  
Il est ensuite recruté à l’université, d’abord à Rouen, où il collabore avec le Centre d’études et de recherches autrichiennes (CERA), puis à Paris III, où il dirige l’Institut d’allemand, installé à Asnières, jusqu’à sa retraite en 1991.  
Devenu professeur émérite, il réside à Neuilly-sur-Seine. Il meurt en 2017 à Courbevoie, à l’âge de 94 ans.

## Travaux
Ses recherches portent principalement sur la littérature allemande du XVIIe siècle et l’histoire des courants spirituels et philosophiques. Il consacre sa thèse à Johann Valentin Andreae (1586-1654), figure associée aux manifestes rosicruciens.  
Spécialiste reconnu de l’ésotérisme occidental, il collabore avec Antoine Faivre et Pierre Deghaye à la direction de la revue académique Aries (publiée par Brill à Leyde).
Il s’intéresse également à l’image de la France dans le théâtre autrichien d’après-guerre et publie des ouvrages de synthèse pour le grand public dans la collection « Que sais-je ? ».

## Publications principales
- Les Rose-Croix, Paris, Presses universitaires de France, coll. « Que sais-je ? », n° 1982, 1982 ; rééd. 2005  (ISBN 978-2-13-055249-9).
- Rose-Croix et société idéale selon Johann Valentin Andreae, t. 1, Neuilly-sur-Seine, Arma Artis, 1981.
- Rose-Croix et société idéale selon Johann Valentin Andreae, t. 2, Paris, Arma Artis, 1987.
- Rose-Croix et société idéale selon Johann Valentin Andreae, préface d’Antoine Faivre, Paris, Arma Artis, 2004  (ISBN 978-2-87913-027-9).
- La Liberté guide nos pas. L'Image de la France dans le théâtre autrichien après 1945, Mont-Saint-Aignan, Publications de l’université de Rouen, 1988  (ISBN 978-2-902618-99-6).
- Histoire de la Savoie, Paris, Presses universitaires de France, coll. « Que sais-je ? », n° 151, 1992  (ISBN 978-2-13-044838-9).
- Les Rose-Croix et la crise de conscience européenne au XVIIe siècle, Paris, Dervy, « Bibliothèque de l’hermétisme », 1998  (ISBN 978-2-85076-834-7).

Une bibliographie plus complète, incluant traductions et articles, est disponible dans le catalogue Sudoc.